# Roreti
Roreti (früher auch Koreti) ist ein Ort im südlichen Teil des pazifischen Archipels der Gilbertinseln nahe dem Äquator im Staat Kiribati. 2020 wurden 531 Einwohner gezählt.

## Geographie
Roreti ist der südlichere der beiden Orte auf der Insel Arorae. Im Ort gibt es das Roreti Maneaba, ein traditionelles Versammlungshaus, sowie eine Kirche aus dem Jahr 1879. Sie wurde aus Kalkstein erbaut, der aus dem Grundgestein der Insel gebrochen wurde, als die London Missionary Society begann, die Inselbevölkerung zu missionieren. Später entstand aus diesen Anfängen die Kiribati Protestant Church (KPC).
Im Süden liegt der südlichste Punkt von Kiribati, Batitotai.

## Klima
Das Klima ist tropisch heiß, wird jedoch von ständig wehenden Winden gemäßigt. Es ist trocken, Dürrezeiten kommen häufig vor. Ebenso wie die anderen Orte der südlichen Gilbertinseln wird Roreti gelegentlich von Zyklonen heimgesucht.